# Harry Hill Bandholtz
Harry Hill Bandholtz, ameriški general, * 18. september 1864, † 7. maj 1925.
Najbolj je poznan kot ameriški predstavnik v medzavezniški vojaški misiji vrhovnega poveljstva na Madžarskem leta 1919, ki je nadzorovala razorožitev madžarske vojske in umik srbsko-romunskih okupacijskih sil.
Velja za očeta Korpusa vojaške policije Kopenske vojske ZDA.

## Življenjepis
Leta 1902 je postal provincionalni guverner Tayabasa, nato pa je bil v letih 1907−1913 načelnik Filipinskega stražništva (Philippines Constabulary). V svoji vojaški karieri je bil nato še: načelnik štaba Kopenske nacionalne garde New Yorka, poveljnik 58. pehotne brigade, glavni vojaški policist Ameriške ekspedicijske sile med prvo svetovno vojno in ameriški predstavnik v medzavezniški vojaški misiji na Madžarski.